# Rinoceronte (Jacquemart)
Il Rinoceronte (Rhinocéros) è una scultura in ghisa dell'artista francese Henri-Alfred Jacquemart. Ritrae un rinoceronte al di sopra di un masso sul quale spunta una pianta che sembra un fico d'India.

## Storia
Alta 2,68 metri e lunga 2,29 metri, per un peso di tre tonnellate, quest'opera venne commissionata in vista dell'esposizione universale del 1878. Faceva parte di un insieme di quattro statue monumentali per lo più in ghisa, che all'inizio erano dorate (assieme al Cavallo con erpice di Pierre Louis Rouillard, il Toro di Auguste Cain e l'Elefante di Emmanuel Frémiet), le quali circondavano la fontana situata davanti al palazzo del Trocadéro di Parigi.
Rimossa nel 1935 nel corso dei lavori di demolizione del palazzo del Trocadéro, il Rinoceronte di Jacquemart venne installato nei giardini della porta di Saint-Cloud, a Parigi, dove rimase fino al 1985. Assieme al Cavallo e all'Elefante (ma non il Toro, in quanto venne trasferito a Nîmes), questo Rinoceronte si trova dal 1986 nel piazzale antistante il museo d'Orsay di Parigi.
L'opera venne fusa a Nantes negli stabilimenti di J. Voruz Aîné e venne restaurata tra il 1985 e il 1986 dalla fonderia de Coubertin a Saint-Rémy-lès-Chevreuse.

## Descrizione

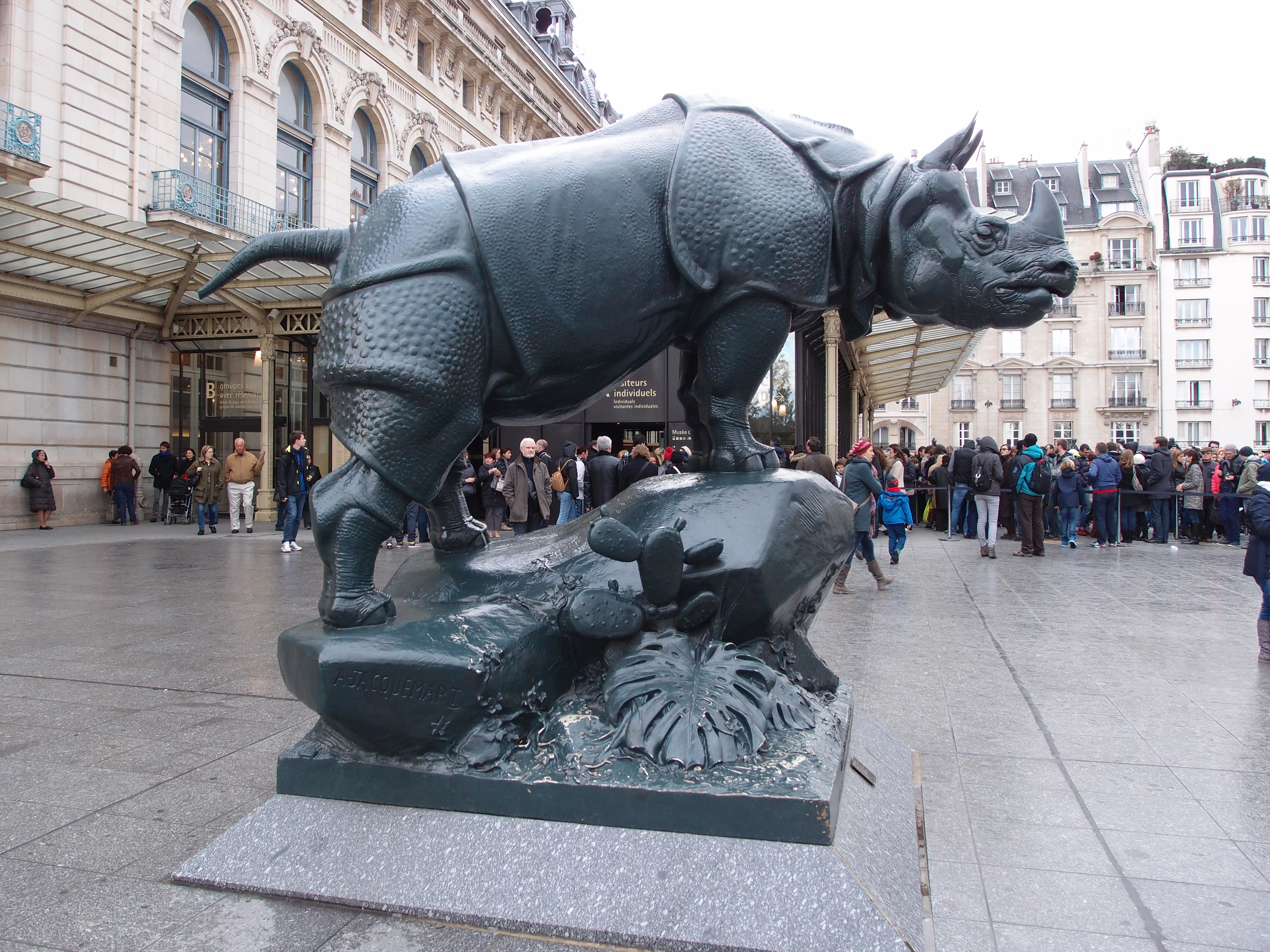
Vista laterale

La statua ritrae un rinoceronte che poggia le zampe su un macigno, sul quale crescono una pianta rampicante, un fico d'India e altre specie vegetali. L'opera venne ben accolta dalla critica dopo che venne installata in uno dei quattro angoli della fontana del Trocadéro: J. H. Lamprey, nel luglio del 1878, lodò la scultura definendola una delle opere migliori dell'esposizione, mentre in un numero di Scribner's Monthly uscito nel luglio del 1879, venne lodata l'attenzione per i dettagli di Jacquemart e la sua bravura nella modellazione dell'opera.